# David Huerta
David Huerta Bravo (Ciudad de México, 8 de octubre de 1949 - ibídem, 3 de octubre de 2022), citado habitualmente como David Huerta, fue un poeta, editor, ensayista y traductor mexicano.

## Biografía
Hijo del poeta mexicano Efraín Huerta, David Huerta se vio envuelto desde su infancia en el ambiente literario del país. Estudió filosofía y letras inglesas y españolas en la Universidad Nacional Autónoma de México (UNAM). Allí conoció a Rubén Bonifaz Nuño y a Jesús Arellano, quienes en 1972 le publicaron su primer libro de poemas, El jardín de la luz. Huerta pertenece a la generación del movimiento estudiantil-popular de 1968. Fue uno de tantos brigadistas que salieron a las calles para defender el pliego petitorio de seis puntos que el movimiento enarbolaba como su principal bandera de exigencias democratizadoras. Fallece el 3 de octubre de 2022.
En el Fondo de Cultura Económica aprendió los rudimentos del oficio editorial y fue secretario de redacción de La Gaceta de esa casa. Además de su obra poética y ensayística, escribió durante años una columna de opinión en el semanario de política Proceso y de 2007 a 2017 sostuvo una columna sobre temas poéticos, "Aguas aéreas", en la Revista de la Universidad. David Huerta se opuso a los recortes presupuestales para la cultura por parte del gobierno mexicano, principalmente pugnando para preservar la Casa del Poeta (en cuya biblioteca se resguardan colecciones de libros de su padre y de Salvador Novo), muchas veces amenazada por la escasez de sus recursos.
Entre los premios que recibió, destacan el de Poesía Carlos Pellicer, en 1990, y el Premio Xavier Villaurrutia, en 2006. Fue también becario del Centro Mexicano de Escritores (1970-1971), de la Fundación Guggenheim (1978-1979) y del Fondo Nacional para la Cultura y las Artes (Fonca). En diciembre de 2015 se le otorgó el Premio Nacional de Ciencias y Artes en el campo de Lingüística y Literatura; por ello, fue desde enero de 2016 creador emérito del Sistema Nacional de Creadores de Arte. En septiembre de 2019 ganó, por unanimidad, el Premio FIL de Literatura en Lenguas Romances.
Su labor de difusión de la literatura y de la poesía fue amplia, como coordinador de talleres literarios en la Casa del Lago de la Universidad Nacional Autónoma de México (UNAM, 1978), del Instituto Nacional de Bellas Artes (INBA) y del Instituto de Seguridad y Servicios Sociales para los Trabajadores del Estado (ISSSTE, así como maestro de literatura en cursos de la Fundación Octavio Paz y de la Fundación para las Letras Mexicanas. Fue maestro universitario: desde 2005, en la Universidad Autónoma de la Ciudad de México (UACM), donde impartió numerosos seminarios, close reading, sobre Góngora, sor Juana, Rulfo y Miguel de Cervantes; desde 2010, en la Universidad Nacional Autónoma de México: ahí mantuvo una cátedra llamada “Poesía en lengua española”. Dio conferencias y lecturas de poesía en todo el país y en diversos lugares del extranjero: entre otras, en las universidades de Princeton y Harvard, en los Estados Unidos, y en las de Oxford y Cambridge, en Inglaterra.[cita requerida]

## Obra
- El jardín de la luz (UNAM, 1972)
- Cuaderno de noviembre (Era, 1976; Conaculta 1992)
- Huellas del civilizado (La Máquina de Escribir, 1977)
- Versión (Fondo de Cultura Económica, 1978; Era, 2005)
- El espejo del cuerpo (UNAM, 1980)
- Lluvias de noviembre, con Vicente Rojo (Multiarte, 1984)
- Incurable (Era, 1987, 1999)
- Historia (Ediciones Toledo, 1990; Conaculta, 2009)
- Los objetos están más cerca de lo que aparentan, con Miguel Castro Leñero (Galería López Quiroga 1990)
- Lápices de antes (Toque, Guadalajara, 1993)
- La sombra de los perros (Aldus, 1996)
- La música de lo que pasa (Conaculta, 1997)
- David Huerta, páginas de piedra, Calakmul, arqueología y literatura / 1998 - Vídeo del INAH.

- Calcinaciones y vestigios (Issste, 2000). Reunión de tres libros: Huellas del civilizado, Historia y Lápices de antes
- Homenaje a la línea recta con Gunther Gerzso (Impronta, 2001)
- Los cuadernos de la nnierda con Francisco Toledo (Secretaría de Hacienda y Crédito Público, Museo de Arte Contemporáneo de Oaxaca, 2001)
- Hacia la superficie (Filodecaballos, Zapopan, 2002)
- El azul en la flama (Era, 2002)
- La olla (Asociación para las Bellas Artes; Ciudad Obregón, Sonora, 2003)
- La calle blanca (Era, 2006). Traducido al italiano (La strada bianca; Kolibris Edizioni; 2014, Ferrara)
- Canciones de la vida común (K Editores, 2008)
- Before Saying any of the Great Words (Copper Canyon, Press, 2009), antología bilingüe —inglés y español— traducida y seleccionada por Mark Schafer
- La mancha en el espejo (2 vol.), FCE (2013) Recopilación de la obra poética publicada.
- Filo de sombra (en colaboración con Jordi Boldó. Roger Von Gunten: Taller de grabado; Aguascalientes, 2019)
- Los grandes almacenes. Poemas en prosa (con el pintor Frederic Amat. Ediciones de la Rosa Cúbica, Barcelona, 2013)
- Tres poemas (La Dïeresis Editorial Artesanal, 2016, 2018)
- After Auden (Parentalia, 2018)
- El ovillo y la brisa (Era, 2018)
- Los instrumentos de la pasión (Fondo Editorial Universidad de Querétaro, 2019)
- El cristal en la playa (Era, 2019)
- El desprendimiento. Poemas 1972-2020, edición del autor y de Jordi Doce (Galaxia Gutenberg, 2021)
- El viento en el andén (Ediciones Monte Carmelo, 2022)

### Prosa
- Las intimidades colectivas (Martín Casillas Editores, 1982)
- El correo de los narvales (Ediciones Raíz en Trance, 2006)
- La violencia en México (La Huerta Grande, 2015)
- El vaso de tiempo (Vaso Roto, 2017)
- Correo del otro mundo. Hoja por hoja 2001-2008, (Grano de sal, 2019)
- Las hojas. Sobre poesía (2007-2019), (Cataria, 2020)

En octubre-noviembre de 2014, Huerta compuso el poema “Ayotzinapa”, a petición del Museo de Arte Contemporáneo de Oaxaca (MACO), en la capital de ese estado. El 2 de noviembre se inauguró la instalación en la que esos versos podían leerse en uno de los muros del MACO. Más adelante, el poema se tradujo a 23 idiomas y ha circulado por todo el mundo a través del sitio Asynthote, de Londres, Inglaterra.[cita requerida]